# Wite Mar
De Wite Mar (Witte Meer) is van oorsprong een heideven in de gemeente Opsterland in de Nederlandse provincie Friesland.
De Wite Mar ligt in het Alpherbosch, ruim een kilometer ten oosten van Beetsterzwaag. De Wite Mar is geheel door bossen omgeven. Door de relatief korte afstand tot Beetsterzwaag is het meer al vanaf 1900 in gebruik als ijsbaan. Om te zorgen voor een voldoende hoog waterpeil is een pijpleiding aangelegd tussen het meer en het Koningsdiep waardoor in de jaren 1971 tot 1977 water werd toegevoegd aan het meer. Vanaf 1977 wordt grondwater opgepompt waardoor het waterpeil gereguleerd kan worden. Voor het gebruik als ijsbaan zijn enkele geulen uitgediept.
Het meer dankt waarschijnlijk zijn naam aan de witte zandlaag op de daaronder liggende laag van keileem op de bodem van het meer. In het gebied leven amfibieën als hei- groene- en poelkikkers, adders, ringslangen en kleine watersalamanders. Het gebied is een paargebied voor padden, die in het voorjaar vanuit hun overwinteringsplek in het Alpherbosch naar het meer trekken. De Poostweg door het gebied vormt voor deze trek regelmatig een lastig obstakel.

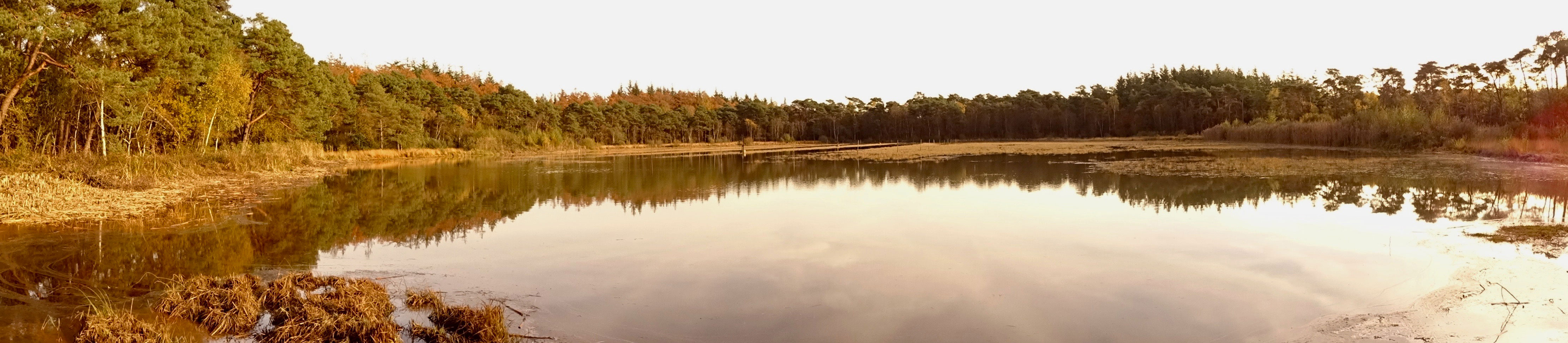
De Wite Mar gezien vanuit het noordwesten

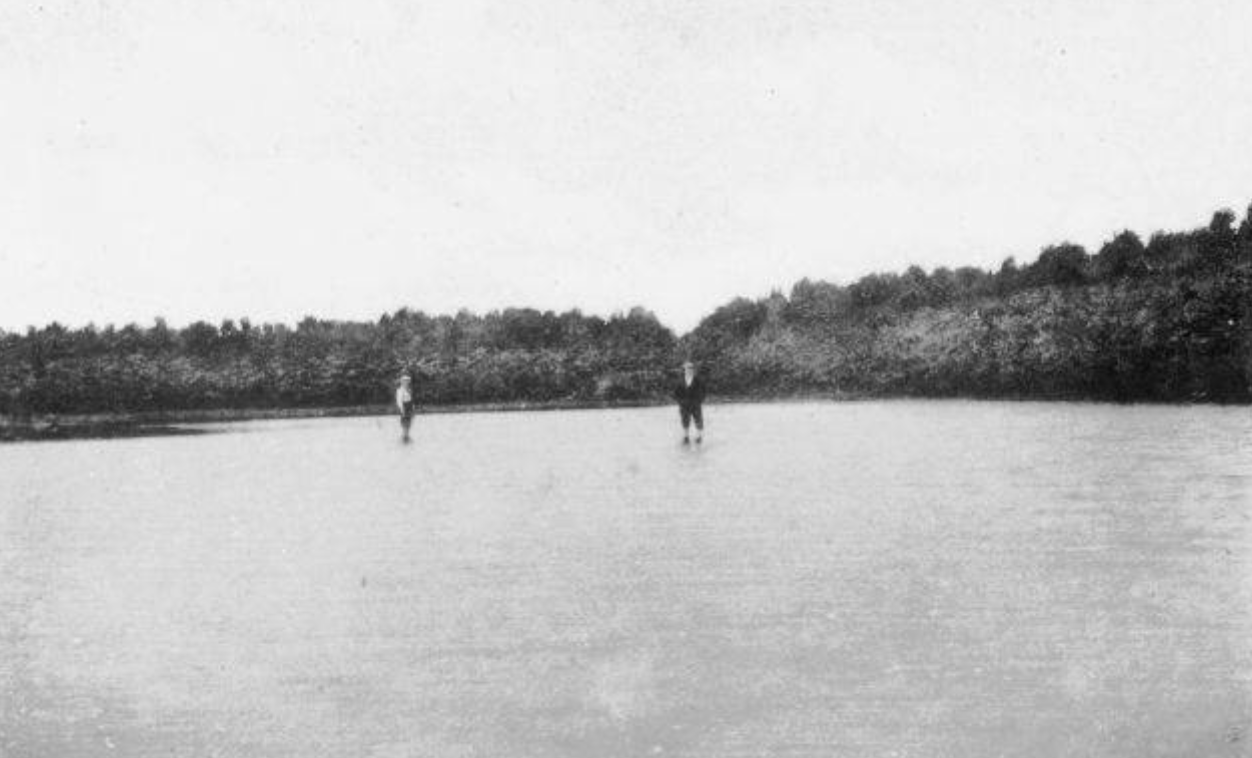
Het bevroren meer in het begin van de 20e eeuw